# Goldbach-Altenbach
Goldbach-Altenbach là một xã thuộc tỉnh Haut-Rhin trong vùng Grand Est, đồng bắc Pháp. Xã này có diện tích 9,14 km², dân số năm 1999 là 309 người. Khu vực này có độ cao trung bình 680 mét trên mực nước biển.